# Walgreens
Walgreens is de grootste Amerikaanse drogisterijketen. Na de overname van Boots Alliance werd in 2014 de naam gewijzigd in Walgreens Boots Alliance.

## Activiteiten
Het bedrijf is actief in de Verenigde Staten en in Europa. Het telde per augustus 2023 meer dan 13.000 filialen in negen landen en een personeelsbestand bestaande uit 331.00 personen. 
Voor de verkoop maakt het gebruik van diverse winkelnamen zoals Walgreens, Duane Reade, Boots en Alliance Healthcare. Verder verkoopt het artikelen onder productnamen als No7, Soap & Glory, Liz Earle, Sleek MakeUP en Botanics. 
Er zijn drie bedrijfsonderdelen:
- US Retail Pharmacy
- International en
- US Healthcare.

De Amerikaanse activiteiten zijn het grootst en dit onderdeel telde 8700 vestigingen per 31 augustus 2023. De winkels opereren onder de labels Walgreens en Duane Reade. Het behaalde een omzet van US$ 110 miljard in 2022/23, of bijna vier vijfde van het totaal. Buiten de Verenigde Staten heeft het de beschikking over nog eens de beschikking over bijna 4000 vestigingen, waarvan ruim 60 in Nederland. In het Verenigd Koninkrijk zijn er verder nog ruim 500 vestigingen met opticiens. International realiseerde een omzet van US$ 22 miljard in 2022/23, waarvan de helft via de groothandel.
Het kleinste bedrijfsonderdeel is Healthcare. Hier zijn drie ketens actief, VillageMD, Shields en CareCentrix. Hier worden zorgtaken verricht. VillageMD is de grootste en levert zorg op centrale plaatsen in klinieken. CareCentrix levert zorg aan huis. Het is een relatief nieuwe activiteit.
Het bedrijf heeft een gebroken boekjaar dat loopt tot 31 augustus. Het is beursgenoteerd en de aandelen staan genoteerd aan de NASDAQ.

## Geschiedenis
In 1901 werd Walgreens opgericht door Charles Walgreen sr. met de opening van de eerste vestiging. In 1909 werd een tweede vestiging geopend en het duurde tot 1984 voor de 1000e vestiging de deuren opende. In 1927 begon de handel in aandelen Walgreens en in 1934 kreeg het een beursnotering aan de New York Stock Exchange. Senior werd in 1939 opgevolgd door Charles Walgreen jr. die in 1969 werd opgevolgd door Charles Walgreen III. In 1975 steeg de jaaromzet voor het eerst boven de een miljard dollar uit.
In juni 2012 deed Walgreens een bod op 45% van de aandelen van het Britse Alliance Boots. Walgreen bood US$ 6,7miljard (£4,3 miljard) in geld en aandelen voor het minderheidsbelang. Alliance Boots was in 2006 tot stand gekomen na de fusie van Alliance UniChem en Boots. Alliance Boots had op dat moment 3300 verkooppunten in 11 landen en een groothandel actief in 21 landen. De geschiedenis van Boots gaat terug tot 1849, toen John Boot een winkel opende in Nottingham. Boots was in 2007 overgenomen door private-equity-investeerder Kohlberg Kravis Roberts & Co. voor £11 miljard. Walgreens verkreeg ook een optie om de overige 55% van de aandelen te kopen in 2015. Deze optie werd uitgeoefend waarmee Walgreens de enige eigenaar werd. 
In 2014 werd Walgreens Boots Alliance de nieuwe bedrijfsnaam na de overname van Boots Alliance door Walgreens Co.
Op 26 juni 2018 nam Walgreens Boots Alliance de plaats over van General Electric in de Dow Jones Industrial Average aandelenindex. Het Index Comittee van S&P Dow Jones Indices vindt de groeiende aandacht voor gezondheid representatiever voor het Amerikaanse bedrijfsleven dan een industrieel concern.
Medio 2021 verkocht het Walgreens Alliance Healthcare, de Europese medicijnengroothandel, aan AmerisourceBergen voor US$ 6,3 miljard. De opbrengst werd deels gebruikt om schulden af te lossen en te herinvesteren in de Amerikaanse zorgsector. In november 2021 kreeg het 63% van de aandelen Village Practice Management Company (VillageMD) in handen. Op 31 maart 2023 werd het resterende aandelenpakket van 45% in CareCentrix gekocht voor bijna 400 miljoen dollar.
In januari 2022 besloot Walgreens het onderdeel Boots te verkopen, het bedrijf wil zich richten op de Amerikaanse zorgsector. In juni 2022 werd de verkooppoging gestaakt, er was geen partij gevonden die bereid was een bod neer te leggen van minstens acht miljard pond sterling.